# 松山洋
松山 洋（まつやま ひろし、1970年11月23日 - ）は、日本のクリエイター、映画監督。福岡県出身。株式会社サイバーコネクトツー代表取締役社長。東福岡高等学校、九州産業大学商学部卒業。ニックネームおよび愛称は「ぴろし」。

## 来歴
6歳のときに『週刊少年ジャンプ』に出会ったことで漫画家を目指すようになり、学生時代は美術部や漫画研究同好会に所属。
大学卒業後は社会勉強のために、コンクリート会社で3年間サラリーマンを経験。営業職に就く。
1996年に大学時代の友人とともに「サイバーコネクト」を設立した当時は、営業とグラフィックデザイナーを兼任していた。
2001年に代表取締役に就任するとともに、社名を「サイバーコネクトツー」へと変更している。
代表就任後もディレクターとして開発に携わっており、同社の代表作である『.hackシリーズ』にはゲームのみでなく、メディアミックス作品の原作や監修として中心的な役割を担っている。
2007年を機にゲームの監督業を降り、ゲームデザインや監修する立場に回ることが多くなった。しかし完全に監督を引退したわけではない。
また、映画監督でもあるが、彼の作る映画は映画ではなく、バンダイナムコゲームス副社長の鵜之澤伸曰く「ゲーム映画」である。
2018年には、自身が原作を務め同社を舞台にしたゲーム業界お仕事漫画『チェイサーゲーム』をファミ通.comにて連載開始させる。2021年11月に連載終了。2022年9月9日にテレビ東京系列の木ドラ24枠で実写ドラマ化された。
2021年7月29日にはサイバーコネクトツー初のパブリッシングタイトル『戦場のフーガ』を発売。
2023年5月11日には続編『戦場のフーガ2』をリリース。

## 人物
マンガ・アニメ・映画・ゲームなどのあらゆるエンターテインメントをこよなく愛する、サイバーコネクトツーの代表兼ディレクター。版権ゲーム開発に並々ならぬ熱意を燃やす。少年時代から現在まで『週刊少年ジャンプ』を愛読しており、当初は自身も漫画家を目指していた。漫画作品への愛、そして子供の頃に苦い思いをした、キャラクターゲームのクオリティの低さが制作意欲となっており、サイバーコネクトツーが開発を手掛ける岸本斉史の漫画作品である『NARUTO－ナルト－』を元にした『NARUTO－ナルト－　ナルティメット』シリーズ（発売元：バンダイナムコエンターテインメント）では、日本のみならず欧米でも人気を博し、2016年には全世界でのシリーズ累計出荷本数は1,500万本を突破した。
更に2020年に発売された『ドラゴンボール Z KAKAROT』（発売元：バンダイナムコエンターテインメント）では2021年4月時点で350万本を突破、2021年に発売された『鬼滅の刃 ヒノカミ血風譚』（メーカー：アニプレックス）では2021年10月27日に全世界での累計出荷本数100万本を突破。
一方で、自らがプロデュースしたキャラクターゲーム、PS3用ソフト『ジョジョの奇妙な冒険 オールスターバトル』については初週43万本と好調な売り上げを見せたが、発売直後からユーザーからそのクオリティを酷評され、次作『ジョジョの奇妙な冒険 アイズオブヘブン』はPS3/PS4合算で初週3万7千本に留まった。
思い入れが多数あるためインタビューによって変わるものの、主に失望した作品としてFC用ソフト『聖闘士星矢 黄金伝説』SFC用ソフト『ジョジョの奇妙な冒険』、感嘆した作品として『らんま1/2 爆烈乱闘篇』『幽☆遊☆白書』『キャプテン翼』などを挙げている。

## ゲーム映画監督として
彼の作る映画は従来の映画と違い、ゲーム映画とされている。これはテレビゲームを開発する要領やノウハウで制作される映画である。
テレビゲームのように一定のコースやバトルステージを作成すると、ゲーム制作におけるのアクションパートやイベントパートを作り、それを撮影すれば映画になるという、ゲーム製作者ならではの作り方で映画を製作している。

## 出演
- 「クリエイティブ・ディグ」（2015年10月25日、九州朝日放送） - めんたいバニー（声） 役[10]